# Glenn Håkansson (präst)
Glenn August Raymond Håkansson, född 13 april 1933 i Tolånga församling, Malmöhus län, är en svensk präst och politiker.

## Biografi
Glenn Håkansson föddes 1933 i Tolånga församling, Malmöhus län. Han var son till handlanden Albert Håkansson och Anna Persson. Efter studentexamen i Hässleholm 1953 blev Håkansson teologie kandidat vid Lunds universitet 1958. Han blev assisterande sjömanspastor i Helsingborg och pastorsadjunkt i Helsingborgs Maria församling samt Raus församling 1959, stiftsadjunkt för sjömans- och ungdomsvård i Blekinge 1961, kyrkoadjunkt i Helsingborgs Maria församling 1963. Han var kyrkoherde i Helsingborgs Maria församling 1975–1998.   
Håkansson gifte sig 1958 med Ulla Brohed. Hon var dotter till kyrkoherden Nils Brohed och Ingegerd Jacobsson. De fick tillsammans två barn.

### Politik
Håkansson invaldes vud Kyrkovalet i Svenska kyrkan 2001 till Kyrkomötet 2002–2005 för Moderata samlingspartiet. Han var även ledamot i Svenska kyrkans gudstjänstutskott.